# Tändstickor för mörkrädda
Tändstickor för mörkrädda är ett musikalbum av reggaegruppen Svenska Akademien. Det släpptes 19 maj 2004 på det oberoende skivbolaget SwingKids.

## Låtlista
1. "Okunskap" – 6:03
2. "Tändstickor för mörkrädda" – 4:11
3. "Vetande" – 5:41
4. "Kärlekskrigare" – 4:38
5. "Det kunde lika gärna varit du och ja" (sång av Andreas "Storsien" Bryhn) – 4:03
6. "Proteinpornografi" – 1:26
7. "Ctrl+alt+del" – 3:54
8. "Framåt" – 3:44
9. "Lär av dom lärda" – 3:51
10. "Naivitet" – 4:30
11. "Kenneths nya" – 5:37
12. "Psalm för mörkrädda" (körsång av Annika "Grannen" Strandberg) – 5:15

## Medverkande
Musiker
- Simon "Don De Don" Vikokel – sång, basgitarr, gitarr, keyboard, percussion
- Lars "Lance-A-Lot" Thörnblom – basgitarr
- Kenneth "K" Björklund – trummor, percussion
- Patrik "Phelar Övf" Nord – sång, gitarr
- Johan "Räven" Pettersson – sång, keyboard
- Carl-Martin "Sture Allén d.y" Vikingsson – sång, rap, percussion
- Ivan "General Knas" Olausson-Klatil – sång, rap, toasting, percussion
- Leia "Titti Tång" Gärtner – rap, sång
- Joseph "Oro" Rowe – percussion
- Kai Sundqvist – saxofon, flöjt (spår 1, 3, 4, 8, 10, 12)
- Klas Järvfors – trombon (spår 1, 3, 4, 8, 10, 12)

Produktion
- Simon Vikokel – musikproducent, ljudtekniker (Don and Sture's Cabin), ljudmix, mastering
- Stefan Dahlberg – ljudtekniker (Comet Studio)
- Ivan "General Knas" Olausson-Klatil – ljudtekniker (Don and Sture's Cabin)
- Leia Gärtner – ljudtekniker (Don and Sture's Cabin)
- Carl-Martin Vikingsson – ljudtekniker (Don and Sture's Cabin)